# Xã Walburg, Quận Cass, Bắc Dakota
Xã Walburg (tiếng Anh: Walburg Township) là một xã thuộc quận Cass, tiểu bang Bắc Dakota, Hoa Kỳ. Năm 2010, dân số của xã này là 152 người.